# أحمد الأحمر
أحمد مصطفى نصر الأحمر (مواليد 27 يناير 1984) هو لاعب كرة يد مصري لنادي الزمالك والمنتخب المصري وهو حاليا قائد منتخب مصر لكرة اليد. وهو نجل لاعب الزمالك ومنتخب مصر والمدرب مصطفى الأحمر.

## المولد والنشأة

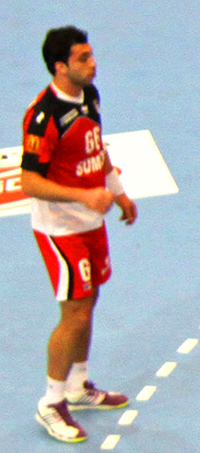
أحمد الأحمر في مباراة فرنسا في كأس العالم لكرة اليد 2011

من مواليد 27 يناير 1984 بالجيزة في جمهورية مصر العربية.
ظهرت موهبته وحبه للرياضة وكرة اليد منذ الصغر فبدأ اهتمامه بالرياضة في سن السابعه وبدأ يلعب في فرقه أكبر منه بأربعة سنوات.
لعب وقتها مع معظم فرق الزمالك منها كره القدم وكره اليد في نفس الوقت حتى استقر على كره اليد في سن التاسعه عشر.

## المشوار الرياضي
بدأ مشواره الرياضي بنادي الزمالك رسميا في 2004 بكأس مصر ثم انضم لصفوفه بدوري كره اليد في 2005.
ظل مع نادي الزمالك يحصد الجوائز والبطولات إلى ان غادره في أكتوبر 2012 لينضم لصفوف نادي الجيش القطري.
تألق الفتى الذهبي أيضا بصفوف نادي الجيش وحصل على العديد من الالقاب حتي غادره ب فبراير 2015 لينضم لصفوف نادي فلينسبورج الألماني حتى يونيه 2015.
ثم ينجح نادي الزمالك مره آخرى في التعاقد معه لينضم لصفوف نادي الزمالك.
تمت خلال تلك الفترة اعارته للعديد من النوادي مثل الكويت الكويتي، السد اللبناني، الأفريقي التونسي، الفحاحيل الكويتي، أهلي جدة السعودي، العربي الكويتي والوحدة السعودي.

## إنجازات

### مع الفرق
- مع نادي فلينسبورج: فاز معهم بكأس ألمانيا 2015
- مع نادي الزمالك: فاز معهم ثلاث مرات بالسوبر الأفريقي، مره بكأس ابطال الدوري وثلاث مرات ببطولة أفريقيا ابطال الكؤوس
- مع نادي الجيش القطري: فاز معهم ببطولة كأس ولي العهد، كأس الأمير، مرتان ببطولة آسيا ومره بالدوري
- مع نادي اهلي جده: لعب معه بطولة الخليج ثلاث مرات فاز منها باثنين ومره بطولة آسيا وفاز بها
- مع نادي السد اللبناني: لعب معهم مرتان بطولة آسيا مره حققوا فيها المركز الأول وأخرى المركز الثاني
- مع نادي الكويت الكويتي: شارك معهم في البطولة العربيه وحققوا المركز الثاني
- مع نادي الوحدة السعودي: شارك معهم في البطولة العربيه وحققوا المركز الثاني
- مع نادي الأفريقي التونسي: فاز معهم ببطولة ابطال دوري أفريقيا

كما لعب كأس العالم الانديه خمس مرات ولعب بطولة آسيا ست مرات حقق اللقب منهم ف أربعة، فاز ببطولة الخليج مرتان

### مع المنتخب المصري
فاز معهم بدورة الألعاب الأفريقية ثلاث مرات، ثلات مرات بأمم أفريقيا، مرة ببطولة مؤهلة لأولمبياد أثينا وأخرى لأولمبياد ريو دي جانيرو.
شارك بكأس العالم ست مرات وثلاث مرات بالألعاب الأولمبية
فاز ببطولتين للالعاب العربية وبطولة العاب البحر المتوسط مرة

### انجازات فردية
- كأس الأمم الأفريقية - مصر 2004: أفضل ظهير أيمن.
- كأس الأمم الأفريقية - أنجولا 2008: أفضل ظهير أيمن، أحسن لاعب وهداف البطولة ورجل المباراة أربعة مرات
- كأس الأمم الأفريقية - مصر 2010: أفضل ظهير أيمن، احسن لاعب وهداف البطولة
- بطولة الاهرام الدولية 2007: أحسن لاعب بالبطولة
- بطولة الاهرام الدولية 2009: أحسن لاعب بالبطولة
- البطولة العربية - السعودية 2011: أحسن لاعب بالبطولة
- كأس العالم للاندية 2010: هداف البطولة مع الزمالك الذي حصل على المركز الثالث
- اسطوره الزمالك ومنتخب مصر وافضل من انجبت الزمالك
- رجل المباراة بكأس العالم:
  - مباراة إسبانيا 2007
  - مباراة تونس 2009
  - مباراة تونس 2011
  - مباراة الجزائر 2013
  - مباراة سلوفينيا 2013
  - مباراة الجزائر 2015
  - مباراة السويد 2015
- كأس الأمم الأفريقية - مصر 2016: أفضل ظهير أيمن، احسن لاعب وهداف البطولة

أفضل هداف لمنتخب مصر في الأولمبياد برصيد 80 هدف

## روابط خارجية
- أحمد الأحمر على موقع الاتحاد الدولي لكرة اليد (الإنجليزية)
- أحمد الأحمر على موقع الاتحاد الأوروبي لكرة اليد (الإنجليزية)
- أحمد الأحمر على موقع اللجنة الأولمبية الدولية (الإنجليزية)
- أحمد الأحمر على موقع أوليمبيديا (الإنجليزية)